# فریدوم پلینز (نیویورک)
فریدوم پلینز (به انگلیسی: Freedom Plains) یک منطقهٔ مسکونی در ایالات متحده آمریکا است که در نیویورک واقع شده‌است. فریدوم پلینز ۳٫۴۵ کیلومتر مربع مساحت و ۴۲۱ نفر جمعیت دارد و ۹۶ متر بالاتر از سطح دریا واقع شده‌است.